# Slonim
Slonim (in bielorusso Сло́нім?; in russo Сло́ним?; in polacco Słonim; in yiddish סלאנים‎?; in lituano Slanimas; in lettone Sloņima) è una città della Bielorussia della Voblasc' di Hrodna, nel 2008 aveva circa 50 000 abitanti. In passato fu capoluogo del Governatorato di Slonim.

## Geografia
Slonim sorge nella Bielorussia occidentale, lungo le rive del fiume Ščara. La cittadina è situata a 54 km ad ovest di Baranavičy e a 135 km a sud-est di Hrodna.

## Storia
Fu menzionata per la prima volta nel 1252.
Nel 1532 il re Sigismondo I di Polonia concesse a Slonim i diritti di città. Nel 1558 il re Sigismondo II Augusto, con privilegio concesso a Vilnius, vi istituì due fiere bisettimanali.
Nel 1569, con la nascita della Confederazione polacco-lituana Słonim fu inclusa nel voivodato di Nowogródek. Grazie agli sforzi del nobile, statista e starost Lew Sapieha, il re Sigismondo III Vasa rinnovò i diritti cittadini di Słonim e concesse lo stemma cittadino, che includeva lo stemma Lis di Sapieha. Grazie anche a Sapieha, dal 1631 al 1685 la città acquisì ulteriore importanza in quanto sede della dieta lituana.
Nel XVIII secolo un proprietario terriero polacco locale, il conte Michał Kleofas Ogiński (1730-1800), favorì la ripresa economica dell'area. Fu scavato un canale per collegare lo Ščara con il Dnepr, ora noto come Canale Oginski. Ogiński costruì anche un complesso culturale più grande, unendo un teatro dell'opera, una scuola di musica e una scuola di balletto e una tipografia. Inoltre negli anni Ottanta del Settecento, vi fondò una tessitoria che, fra l'atro, realizzò una serie di arazzi con raffigurazioni di Divinità antiche conservata al Museo del Castello del Wawel di Cracovia.
Con la terza spartizione della Polonia del 1795 fu annessa all'Impero russo. Fu capoluogo del governatorato omonimo fino al 1797, quando fu annessa al governatorato di Vilna. Dal 1801 fece parte del governatorato di Grodno. Nel 1897 era la quarta città più grande del governatorato dopo Białystok, Hrodna e Brześć. Nel 1897 vi abitavano 11,515 ebrei, pari al 73% della popolazione cittadina totale.
Nel 1915, durante la prima guerra mondiale, fu conquistata dall'esercito tedesco. Durante la guerra sovietico-polacca fu a lungo contesa tra le truppe di Varsavia e l'Armata Rossa. Subì gravi danni a causa del conflitto. Con la firma della pace di Riga del 1921 fu annessa alla Polonia e inclusa nel voivodato di Nowogródek.
Slonim era una delle tante città della Polonia che aveva una significativa popolazione ebraica. L'imponente Grande Sinagoga, costruita nel 1642, sopravvisse alla distruzione e alla brutale liquidazione nazista del ghetto di Słonim con 10.000 ebrei massacrati solo nel 1942. Le altre 10 piccole sinagoghe non sono invece sopravvissute.
Nel 1939, in seguito all'invasione sovietica della Polonia, fu occupata dall'Armata Rossa e annessa alla RSS Bielorussa. Nei mesi successivi affluirono a Slonim numerosi rifugiati ebrei provenienti dalla Polonia occupata dai nazisti. Con l'inizio dell'operazione Barbarossa la cittadina fu occupata dalle truppe naziste il 26 giugno 1941. Il 17 luglio 1941 l'Einsatzgruppe B, coadiuvati dal 316º battaglione dell'Ordnungspolizei, assassinarono tra i 1000 ed i 1200 ebrei presso la collina di Petralowicze. Nel settembre 1941 gli ebrei Słonim furono ammassati in un ghetto. Il 14 novembre successivo la SiPo, con l'assistenza della Wehrmacht, dei collaborazionisti lettoni e lituani e della locale polizia ausiliaria, radunò tra gli 8.000 e i 10.000 ebrei giudicati inabili al lavoro, li trasferì in aperta campagna presso Czepielów, a circa 5 chilometri a sud-est della città, e li fucilò.
Dopo la seconda esecuzione di massa, nel ghetto di Słonim, che fu poi concentrato sull'isola di Żabinka, rimasero solo ebrei abili al lavoro. I tedeschi vi reinsediarono sia gli ebrei dei villaggi vicini sia gli ebrei locali convertiti al cristianesimo. Tra il 29 giugno e il 15 luglio 1942 le SS, coadiuvate da collaborazionisti lituani, lettoni e locali, effettuarono la “liquidazione” del ghetto. Tutti i detenuti, ad eccezione di circa 800 "specialisti" - 8.000 persone in totale - furono fucilati alla collina di Petralowicze. Gli ultimi ebrei di Slonim furono uccisi dai nazisti nell'agosto e nel dicembre 1942.
Slonim fu liberata dall'Armata Rossa il 10 luglio 1944. L'anno successivo la cittadina fu definitivamente annessa all'Unione Sovietica e la popolazione di etnia polacca espulsa.
Dopo lo scioglimento dell'Unione Sovietica, Slonim divenne parte della Bielorussia indipendente.
Nel 2019 una statua dell'era sovietica di Lenin nel centro della città è stata sostituita con un nuovo monumento a Lew Sapieha.

## Monumenti e luoghi d'interesse
- Chiesa della Santissima Trinità
- Convento dei Benedettini
- Cappella di San Domenico
- Chiesa di Sant'Andrea
- Sinagoga di Slonim, costruita nel 1642, è la più antica sinagoga esistente oggi in Bielorussia e una delle più antiche di tutta l'Europa orientale.